# SB-649,915
SB-649,915 — СИОЗС и одновременно антагонист серотониновых рецепторов подтипов 5-HT1A и 5-HT1B, который исследуется в качестве потенциального антидепрессанта. По сравнению с существующими СИОЗС, SB-649,915 имеет более быстрое начало антидепрессивного действия, а также может иметь более высокую клиническую эффективность. Это приписывают блокаде им пресинаптических ауторегуляторных 5-HT1A и 5-HT1B-рецепторов, которые угнетают выброс серотонина.